# Cavoul familiei Wittghenstain
Cavoul familiei Wittghenstain este un cavou amplasat în Camenca, Republica Moldova. Este un monument istoric și arhitectural de importanță națională inclus în Registrul monumentelor Republicii Moldova ocrotite de stat cu nr. 196 (raionul Camenca). Datează din mijl. sec. XIX.